# Diocesi di Preneto
La diocesi di Preneto (in latino: Dioecesis Praenetiensis) è una sede soppressa del patriarcato di Costantinopoli e una sede titolare della Chiesa cattolica.

## Storia
Preneto, identificabile con Karamürsel sulle rive orientali del mar di Marmara in Turchia, è un'antica sede vescovile della provincia romana di Bitinia nella diocesi civile del Ponto. Faceva parte del patriarcato di Costantinopoli ed era suffraganea dell'arcidiocesi di Nicomedia. La sede è documentata nelle Notitiae Episcopatuum del patriarcato fino al XII secolo.
Diversi sono i vescovi noti di questa antica diocesi. Sisinnio fu tra i padri del secondo concilio di Costantinopoli nel 553. Teodoro intervenne al terzo concilio di Costantinopoli nel 680. Cosma era presente al concilio in Trullo nel 692. Giovanni I assistette al secondo concilio di Nicea nel 787, dove figura solo nell'ultima sessione del 13 ottobre. Eugenio partecipò al concilio di Costantinopoli dell'879-880 che riabilitò il patriarca Fozio. La sigillografia ha restituito i nomi di due vescovi, Giovanni II e Leone, vissuti tra IX e XI secolo.  Infine un vescovo Teofilo è documentato nel sinodo patriarcale del 1170.
Dal 1933 Preneto è annoverata tra le sedi vescovili titolari della Chiesa cattolica; la sede è vacante dal 20 febbraio 1965. Il titolo è stato assegnato a tre vescovi: Francis Augustin Henschke, vescovo ausiliare di Adelaide in Australia; Secondino Petronio Lacchio, vicario apostolico di Changsha in Cina; e Manuel de Jesus Pereira, vescovo ausiliare di Funchal in Portogallo.

## Cronotassi

### Vescovi greci
- Sisinnio † (menzionato nel 553)
- Teodoro † (menzionato nel 680)
- Cosma † (menzionato nel 692)
- Giovanni I † (menzionato nel 787)
- Eugenio † (menzionato nell'879)
- Giovanni II † (circa IX-X secolo)
- Leone † (circa XI secolo)
- Teofilo † (menzionato nel 1170)

### Vescovi titolari
- Francis Augustin Henschke † (18 maggio 1937 - 16 novembre 1939 nominato vescovo di Wagga Wagga)
- Secondino Petronio Lacchio, O.F.M. † (12 gennaio 1940 - 11 aprile 1946 nominato arcivescovo di Changsha)
- Manuel de Jesus Pereira † (7 febbraio 1948 - 20 febbraio 1965 nominato vescovo di Braganza e Miranda)